# Robby Krieger
Robert Alan Krieger (Los Ángeles, California; 8 de enero de 1946) es un guitarrista de Rock and roll y compositor estadounidense que ganó fama por ser el guitarrista de la banda de rock The Doors. Escribió algunas de las canciones más famosas, como Light my fire, Love Me Two Times, Touch Me, Peace Frog y Love Her Madly. En 2011 la revista Rolling Stone lo puso en el número 76 en su lista de los 100 mejores guitarristas de todos los tiempos.

## Biografía
Robby Krieger nació en Los Ángeles, California, en una familia judía-alemana. Su primer contacto con la música fue principalmente clásica, ya que su padre era un gran fan de la música de marcha militar, hasta que escuchó Pedro y el Lobo, que fue la primera música que realmente lo sorprendió. Cuando tenía siete años, Krieger rompió accidentalmente a su reproductor de discos, pero la radio comenzó a llegar a los oídos de juego de la talla de Fats Domino, Elvis Presley y The Platters. 
A los 10 años intentó tocar la trompeta, pero descubrió que no era para él. Comenzó a tocar blues al piano de sus padres con mucho más éxito que la trompeta. Mientras asistía a una escuela privada no tenía tiempo de estudio en la noche que le permitió enseñar a tocar la guitarra. Empezó por aprender flamenco, tomando prestada la guitarra de un amigo. 
Cuando Krieger tenía 18 años, tuvo su propia guitarra flamenca y tomó clases durante algunos meses. Estuvo en géneros, incluyendo flamenco, tradicional, el blues y el jazz. Después de la secundaria, Krieger asistió a la Universidad de California, Santa Bárbara. Krieger lista a los guitarristas Wes Montgomery, Albert King y Larry Carlton entre las mayores influencias en su estilo.

## The Doors
Formó la banda The Doors con el teclista Ray Manzarek, el baterista John Densmore y el vocalista Jim Morrison. La banda tomó su nombre de un verso del poeta William Blake: "If the doors of perception were cleansed, every thing would appear to man as it is: infinite." (Si las puertas de la percepción fueran depuradas, todo aparecería ante el hombre tal cual es: infinito), que también daba título al libro de Aldous Huxley, The Doors of Perception. 
El grupo es considerado uno de los más influyentes en la historia del rock, y ha sido descrito como una de las bandas más innovadoras y poderosas en la historia del rock.El estilo único de Krieger en la guitarra eléctrica, sus eclécticos gustos musicales, y su ocasional pero fuerte composición ayudaron a hacer de The Doors un gran fenómeno del rock de los años 60.
The Doors se diferenciaba de muchos grupos de rock de la época, porque no usaban un bajo en concierto, enfatizando también el hecho de haber sido influidos por diferentes grupos de rock de la época, así como el destacado género del blues. En vez de esto, Manzarek tocaba las melodías del bajo con la mano izquierda en su novedoso piano Fender Rhodes, una nueva versión del ya conocido piano Fender Rhodes, y las melodías del órgano con la mano derecha. 

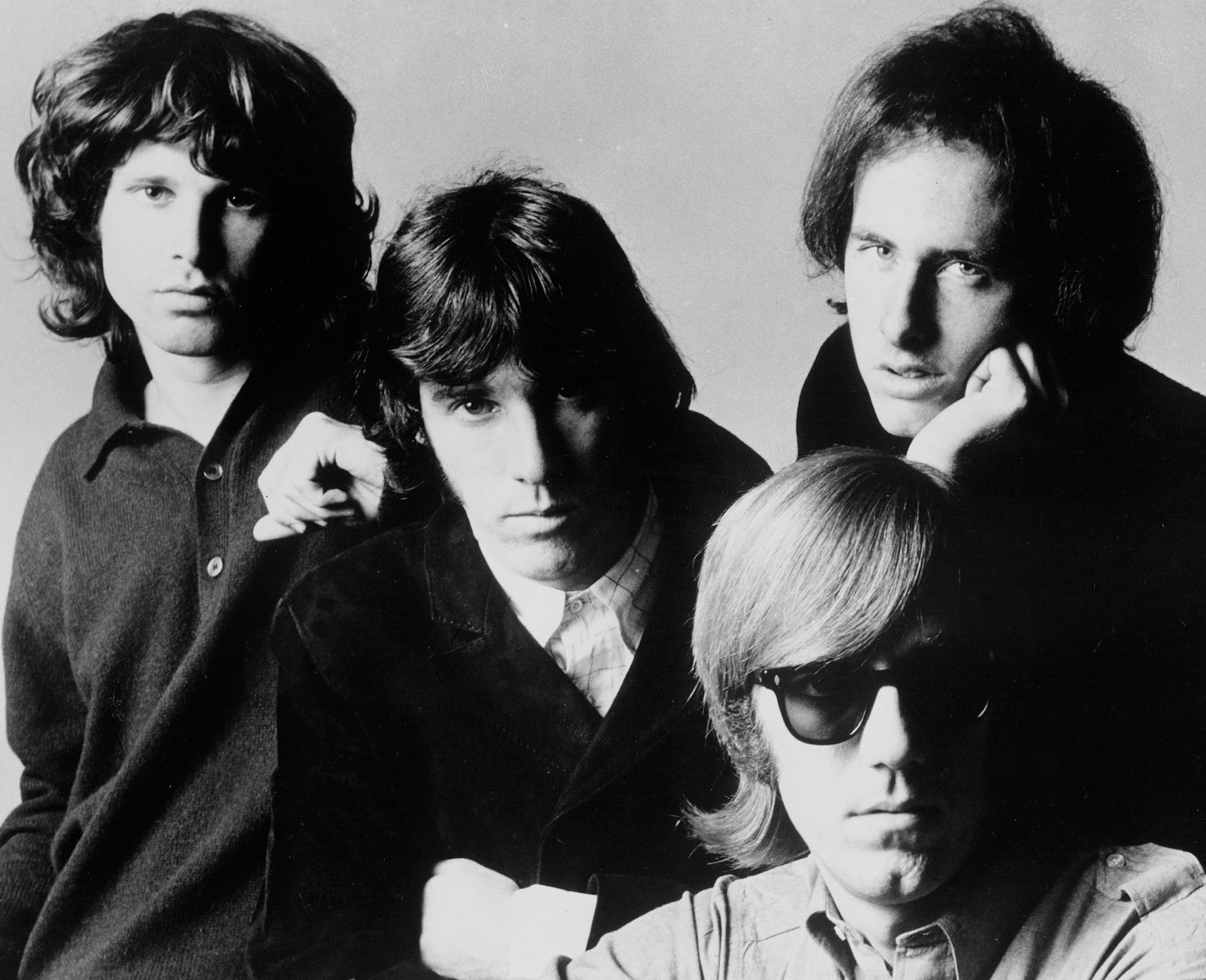
Robby Krieger con The Doors en 1968.

Sin embargo, el grupo usó algunos bajistas en sus grabaciones de estudio, entre ellos Jerry Scheff, quien tocó luego en más de 1100 conciertos para Elvis Presley (de 1969 hasta su muerte en 1977), así como Doug Lubahn, Harvey Brooks, Kerry Magness, Lonnie Mack y Ray Neapolitan.
Podría decirse además que Krieger fue la pieza fundamental que acabó de formar a los The Doors ya que su gran habilidad en la guitarra (a pesar de llevar solo unos meses tocando) terminó por dar el sonido tan característico del grupo, que consistía en muchos casos en el uso del "slide".
Además puede atribuirse a él, el hit Light my fire aunque usualmente los créditos son dados a "The Doors". El tecladista Ray Manzarek añadió el intro. La canción representa una pareja "llegando alto" (getting high), un término callejero para la sensación eufórica de la gente cuando se droga.
De acuerdo con los integrantes de la banda, la canción Love Me Two Times que fue escrita por Krieger, es acerca de un soldado y su último día con su novia antes de ir a la guerra (de acuerdo a la fecha, probablemente Vietnam).
La gran característica de la canción "Touch Me" es su llamativa utilización de instrumentos de cuerdas y vientos para acentuar la voz de Jim Morrison (donde se incluye un poderoso solo ofrecido por el saxofonista Curtis Amy), lo que significó el implemento de saxofón a lo largo del disco logrando así una de las canciones más populares de The Doors.
En una grabación de la televisión donde los The Doors interpretaron "Touch Me", se puede apreciar como Robby Kriegger tiene un ojo completamente morado, según la biografía de Jim Morrison "Vida y Muerte" todo es debido a una pelea que tuvo Jim en un bar con unos tipos por haberlos insultado ( lógicamente bajo efectos de la bebida) los tipos a los que insultó se pensaron que había sido Robby el que había propinado los insultos y estos le dieron una brutal paliza, ante esto Jim Morrison desapareció al instante de la escena de la pelea.
Luego de la muerte de Morrison en 1971, the Doors continuó como un trío y sacó dos nuevos álbumes Other Voices y Full Circle. Krieger compartió el puesto de vocalista con Ray Manzarek.

## The Butts Band
Después de la separación de The Doors en 1973, Krieger formó "The Butts Band" con el baterista John Densmore. Su talento era tal que disfrutó de cierto éxito como guitarrista de jazz-fusión, después de su inicial separación con the Doors, grabando un puñado de álbumes en su "The Robby Krieger Band" en los 70s y los 80s, incluidas las versiones (1982), Robby Krieger (1985) y Don't Speak (1986).

## Robbie Krieger & Friends
Para su primer disco en solitario en 1977, Robbie Krieger & Friends, Krieger trabajó con el artista de rock Jim Evans para crear una fotografìa que se convirtió en el tapa del álbum.
En 1982, Krieger hizo un álbum con los Ángeles del grupo Casualties ácido . Su álbum, Panic Station, fue lanzado por Rhino Records y se incluye una nueva versión del sencillo de Pink Floyd Point Me at the Sky. 
A principios de los años 90, Krieger formó un trío llamado "Robby Krieger Organización" ofreciendo Skip Van Winkle (órgano eléctrico, órgano pedal bass) y Dale Alexander (batería y coros).

## Robby Krieger Band
En 1996, Krieger formó una nueva banda conocido simplemente como el "Robby Krieger Band", que contó con su hijo Waylon Krieger (guitarra), Barry Oakley Jr. (bajo, coros), Dale Alexander (teclados) y Ray Mehlbaum (batería). [ cita requerida ] 
La banda realizó shows en América del Norte y Europa entre 1996 a 1998. En 2000, Krieger lanza Cinematix, un álbum de fusión completamente instrumental, con colaboraciones de Billy Cobham y Edgar Winter .

## The Doors of the 21 st Century

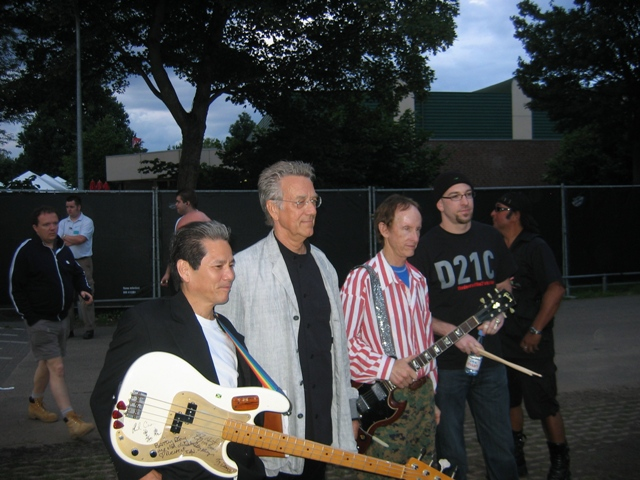
The Doors of the 21 st Century en abril de 2006.

Krieger y Manzarek reforman The Doors of the 21 st Century en el año 2002 con el vocalista Ian Astbury de The Cult. A raíz de una disputa con Densmore sobre el nombre Doors, la banda hoy se conoce como "Ray Manzarek And Robby Krieger Of The Doors". (Durante un breve período, la banda se reunió también incluyó a Stewart Copeland, baterista de The Police).
Krieger tocó la guitarra en algunas canciones de Blue Öyster Cult y ha trabajado en varios proyectos de homenaje organizado por Billy Sherwood. También ha hecho algunas apariciones como invitado con la banda Particle y aparece en el álbum Transformations Live.
En junio de 2008, ZYX Studio lanzó su concierto con Eric Burdon, llamado Live at the Beach Ventura California. También tocaron "Back Door Man" y "Roadhouse Blues".
El guitarrista Robby Krieger cree que el documental When You're Strange es un retrato más acertado de Morrison que la película biográfica de 1991, al respecto comentó: "Creo que cuando ves la película de Oliver Stone -me impresionó lo bien que lo hizo Val  Kilmer- el problema es que el guion era algo estúpido. En realidad no capturó en absoluto cómo era Jim. Creo que ésta te da una mucho mejor idea de como funcionaba su mente". 
En definitiva, Krieger se sintió "muy feliz" de como resultó el documental, elogiando particularmente el trabajo de edición. Los miembros sobrevivientes de la banda decidieron no involucrarse demasiado en el proyecto para tratar de conseguir el justo balance neutral que cualquiera conseguiría.
En abril de 2009, Krieger y Ray Manzarek aparecieron como invitados especiales por Daryl Hall para su concierto mensual transmitido por web "Live From Daryl's House". Se interpretaron algunas canciones de The Doors ("People Are Strange", "The Crystal Ship", "Roadhouse Blues" y "Break on Through (To the Other Side)"), con Hall haciendo las voces.
Krieger ha participado en la serie "Experience Hendrix" de conciertos en los últimos dos años (2008-09), uniéndose a una serie de guitarristas de alto perfil en homenaje a la musicalidad y composición de Jimi Hendrix .
En mayo de 2012, Robby Krieger realizó una gira con el trío Roadhouse Rebels, proyecto paralelo formado por los miembros fundadores de Particles, el tecladista de Rich Robinson, Steve Molitz (órgano Hammond, teclados) y John Avila (bajo) de Oingo Boingo/Mutaytor. Sólo en aquella ocasión con dos músicos adicionales, Rich Robinson (guitarra/voz) y su baterista, Joe Magistro. El grupo se presentó el 25 de mayo de 2012 en Los Ángeles, el 26 de mayo de 2012 en el Festival de Música de Bella Fiore, Clarks Grove, MN y el 27 de mayo de 2012 en el Teatro Oriental, Denver, CO.

## Guitarras
Robby ha usado una gran variedad de guitarras durante su estadía con The Doors.La mayoría de veces usaba una Gibson SG aunque en las grabaciones usaba una Gibson Les Paul.
- Gibson SG Special (1964)

- Nacional "Town & Country" (1965)

- Gibson SG Standard (1967)

- Gibson SG Special (1968)

- Gibson Les Paul Custom (1969)

- Gibson SG Standard (1970-1971)

## Discografía

### The Doors
- The Doors (enero de 1967)
- Strange Days (septiembre de 1967)
- Waiting For The Sun (julio de 1968)
- The Soft Parade (junio de 1969)
- Morrison Hotel (febrero de 1970)
- L.A. Woman (abril de 1971)
- Other Voices (octubre de 1971)
- Full Circle (agosto de 1972)
- An American Prayer (noviembre de 1978)

### The Butts Band
- "The Butts Band"(1974)

- "Hear and Now"(1975)

### Solitario
- Robby Krieger & Friends (1977)

- Versions (Robby Krieger album)|Versions (1982)

- Robby Krieger (album)|Robby Krieger (1985)

- Don't Speak (1989)

- Door Jams (1989)

- Cinematix (2000)

- Singularity (Robby Krieger album) (2010)

- In session (2017)